# Gudivada, Visakhapatnam
Gudivada là một thị trấn thống kê (census town) của huyện Visakhapatnam thuộc bang Andhra Pradesh, Ấn Độ.

## Địa lý
Gudivada có vị trí 16°27′B 80°59′Đ / 16,45°B 80,98°Đ Nó có độ cao trung bình là 6 mét (19 feet).

## Nhân khẩu
Theo điều tra dân số năm 2001 của Ấn Độ, Gudivada có dân số 7107 người. Phái nam chiếm 53% tổng số dân và phái nữ chiếm 47%. Gudivada có tỷ lệ 64% biết đọc biết viết, cao hơn tỷ lệ trung bình toàn quốc là 59,5%: tỷ lệ cho phái nam là 74%, và tỷ lệ cho phái nữ là 54%. Tại Gudivada, 13% dân số nhỏ hơn 6 tuổi.